# Ryan Kuwabara
Ryan Haruo Kuwabara (桑原 ライアン春男, Haruo Kuwabara Ryan) (né le 23 mars 1972 à Hamilton, Ontario au Canada) est un joueur professionnel canado-japonais de hockey sur glace.

## Carrière de joueur
Natif de Hamilton, il joua son hockey junior avec les 67's d'Ottawa. À sa première saison, il récolta un total de 68 points ce qui lui permit de se faire remarquer par un dépisteur de la Ligue nationale de hockey. Il fut repêché au terme de la saison par les Canadiens de Montréal en 2e ronde. Il joua deux autres saisons dans la Ligue de hockey de l'Ontario, récoltant 100 points à sa dernière saison junior.
En 1992-1993, il joignit l'organisation des Canadiens en jouant pour leur club-école. Cette première saison professionnelle fut marqué par une blessure qui le limita à moins de 30 parties. La saison suivante fut sa dernière sur le sol nord-américain alors qu'il joua 44 parties avec les Canadiens de Fredericton.
Il joua par la suite au Japon, pays de ses ancêtres. En jouant pour les Kokudo Bunnies, il put recevoir en décembre 1997 la nationalité japonaise, ce qui lui permit de représenter le pays lors des Jeux olympiques de 1998. Il continua à jouer au Japon jusqu'à la fin de la saison 2001-2002. La saison suivante, il s'aligna pour les Belfast Giants et y remporta le championnat de la ligue. Depuis 2003-2004, il évolue dans le championnat d'Asie où il porta les couleurs des Nippon Paper Cranes jusqu'en 2007-2008. La saison suivante, il s'aligna pour le High1.

## Statistiques
| Saison    | Équipe                   | Ligue         |    | Saison régulière | Saison régulière | Saison régulière | Saison régulière | Saison régulière |    | Séries éliminatoires | Séries éliminatoires | Séries éliminatoires | Séries éliminatoires | Séries éliminatoires |
| Saison    | Équipe                   | Ligue         | PJ | B                | A                | Pts              | Pun              | PJ               | B  | A                    | Pts                  | Pun                  |                      |                      |
| 1989-1990 | 67's d'Ottawa            | LHO           | 66 | 30               | 38               | 68               | 62               | 4                | 0  | 0                    | 0                    | 0                    |                      |                      |
| 1990-1991 | 67's d'Ottawa            | LHO           | 64 | 34               | 38               | 72               | 67               | 17               | 12 | 15                   | 27                   | 25                   |                      |                      |
| 1991-1992 | 67's d'Ottawa            | LHO           | 66 | 43               | 57               | 100              | 84               | 10               | 6  | 5                    | 11                   | 9                    |                      |                      |
| 1992-1993 | Thunderbirds de Wheeling | ECHL          | 18 | 7                | 13               | 20               | 22               | -                | -  | -                    | -                    | -                    |                      |                      |
| 1992-1993 | Canadiens de Fredericton | LAH           | 10 | 0                | 2                | 2                | 4                | -                | -  | -                    | -                    | -                    |                      |                      |
| 1993-1994 | Canadiens de Fredericton | LAH           | 44 | 13               | 8                | 21               | 51               | -                | -  | -                    | -                    | -                    |                      |                      |
| 1995-1996 | Kokudo Bunnies           | Japon         |    |                  |                  |                  |                  |                  |    |                      |                      |                      |                      |                      |
| 1996-1997 | Kokudo Bunnies           | Japon         |    |                  |                  |                  |                  |                  |    |                      |                      |                      |                      |                      |
| 1997-1998 | Kokudo Bunnies           | Japon         | 10 | 7                | 6                | 13               | -                | -                | -  | -                    | -                    | -                    |                      |                      |
| 1998-1999 | Kokudo Bunnies           | Japon         | 38 | 25               | 22               | 47               | -                | -                | -  | -                    | -                    | -                    |                      |                      |
| 1999-2000 | Kokudo Bunnies           | Japon         | 30 | 19               | 15               | 34               | -                | -                | -  | -                    | -                    | -                    |                      |                      |
| 2000-2001 | Kokudo Bunnies           | Japon         | 35 | 16               | 15               | 31               | -                | -                | -  | -                    | -                    | -                    |                      |                      |
| 2001-2002 | Kokudo Bunnies           | Japon         | 40 | 25               | 21               | 46               | -                | -                | -  | -                    | -                    | -                    |                      |                      |
| 2002-2003 | Belfast Giants           | Challenge Cup | 5  | 3                | 2                | 5                | 0                | -                | -  | -                    | -                    | -                    |                      |                      |
| 2002-2003 | Belfast Giants           | BISL          | 19 | 4                | 11               | 15               | 13               | 18               | 13 | 8                    | 21                   | 15                   |                      |                      |
| 2003-2004 | Nippon Paper Cranes      | Asia League   | 16 | 15               | 5                | 20               | 10               | -                | -  | -                    | -                    | -                    |                      |                      |
| 2004-2005 | Nippon Paper Cranes      | Asia League   | 42 | 28               | 24               | 52               | 26               | 8                | 1  | 3                    | 4                    | 16                   |                      |                      |
| 2005-2006 | Nippon Paper Cranes      | Asia League   | 38 | 27               | 33               | 60               | 50               | 8                | 5  | 8                    | 13                   | 8                    |                      |                      |
| 2006-2007 | Nippon Paper Cranes      | Asia League   | 18 | 6                | 13               | 19               | 30               | 7                | 1  | 6                    | 7                    | 6                    |                      |                      |
| 2007-2008 | Nippon Paper Cranes      | Asia League   | 28 | 8                | 6                | 14               | 40               | 10               | 2  | 6                    | 8                    | 22                   |                      |                      |
| 2008-2009 | High1                    | Asia League   | 35 | 11               | 25               | 36               | 42               | 2                | 0  | 0                    | 0                    | 4                    |                      |                      |

## Trophées et honneurs personnels
- 2003 : remporte la British Ice Hockey Superleague de la ligue avec les Belfast Giants